# Коцудза-Друга
Коцудза-Друга (пол. Kocudza Druga) — село в Польщі, у гміні Дзволя Янівського повіту Люблінського воєводства.
Населення — 744 особи (2011).
У 1975-1998 роках село належало до Тарнобжезького воєводства.

## Демографія
Демографічна структура станом на 31 березня 2011 року:
|          | Загалом | Допрацездатний вік | Працездатний вік | Постпрацездатний вік |
| -------- | ------- | ------------------ | ---------------- | -------------------- |
| Чоловіки | 380     | 92                 | 244              | 44                   |
| Жінки    | 364     | 74                 | 175              | 115                  |
| Разом    | 744     | 166                | 419              | 159                  |